# Аверино (Вологодська область)
Аверино — село в Вашкінському районі Вологодської області. 
Входить до складу Іванівського сільського поселення, з точки зору адміністративно-територіального поділу — в Іванівській сільраді. 
Відстань по автодорозі до районного центру Ліпіного Бору — 56 км, до центру муніципального утворення села Іванівська — 3 км. Найближчі населені пункти — Альошина, Зуєво, Маньково. 
За перепису 2002 року населення — 8 осіб. 